# Verch-Čebula
Verch-Čebula è una cittadina della Russia siberiana meridionale (oblast' di Kemerovo); appartiene amministrativamente al rajon Čebulinskij, del quale è il capoluogo. Si trova sulla sponda sinistra del fiume Čebula.